# Serrat de Pratnavall
El Serrat de Pratnavall és una serra situada al municipi de les Valls d'Aguilar a la comarca de l'Alt Urgell, amb una elevació màxima de 1.825 metres.